# Hippüsz
Hippüsz (Kr. e. 4. század) görög történetíró
Rhegiumból származott, a Szuda-lexikon alapján a perzsa háborúk idején élt. Történeti munkáiból („Ktisziaka”, „Italika”, „Kronika”, „Szikülika”) mindössze apró töredékek maradtak fenn.